# أل كريستي
أل كريستي (بالإنجليزية: Al Christy)‏ هو ممثل أمريكي، ولد في 7 سبتمبر 1918، وتوفي في 3 مارس 1995.

## وصلات خارجية
- أل كريستي على موقع IMDb (الإنجليزية)